# Бруцеле (Лоди)
Бруцеле је насеље у Италији у округу Лоди, региону Ломбардија.
Према процени из 2011. у насељу је живело 92 становника. Насеље се налази на надморској висини од 43 м.